# The Prairie Cartel
The Prairie Cartel é uma banda de rock alternativo/eletrônico dos Estados Unidos. Uma de suas canções, "Homicide", figurou na trilha sonora do jogo eletrônico Grand Theft Auto IV, mais precisamente na rádio Radio Broker.

## Discografia

### Long Nights, Impossible Odds 12" (2008)
- A Side:
  - 1. Fuck Yeah, That Wide
  - 2. Keep Everybody Warm
- B Side:
  - 1. Homicide (999 cover)
  - 2. Keep Everybody Warm (Acid Jacks Rejack)

### Where Did All My People Go (2009)
1. Keep Everybody Warm
2. Suitcase Pimp
3. Lost All Track Of Time
4. Cracktown
5. Beautiful Shadow
6. Homicide
7. Narcotic Insidious
8. 10 Feet of Snow
9. Jump Like Chemicals
10. No Light Escapes Here
11. Cobraskin Briefcase
12. Burning Down The Other Side
13. Magnetic South
14. Fuck Yeah That Wide
15. The Glow Is Gone